# Markéta Šichtařová
Markéta Šichtařová (* 29. října 1976 Kladno) je  česká politička, ekonomka, blogerka a autorka populárně zaměřených textů zejména z oblasti ekonomiky a finančních trhů. Založila analytickou a konzultační společnost Next Finance. Ve svých knihách se hlásí k politickému konzervatismu, klasickému ekonomickému liberalismu a k teorii veřejné volby.[zdroj⁠?!]

## Ekonomické působení
Vystudovala VŠE v Praze, obory hospodářská politika a finanční trhy. Má tři makléřské diplomy Komise pro cenné papíry (pro obchodování s investičními instrumenty, pro obhospodařování portfolií a poradenskou činnost a pro finanční deriváty).
Působila na analytických pozicích ve Volksbank CZ, kde se časem stala hlavní ekonomkou. Z pozice odešla a založila analytickou a konzultační společnost Next Finance.
Publikuje v Parlamentních listech, na blogu iDNES, přispívá do názorového deníku Echo24, do dezinformačního webu AC24 a účinkovala na rádiu Impuls.

## Působení v politice
V letech 2006 a 2007 byla součástí týmu ekonomických poradců ministra financí České republiky Vlastimila Tlustého. Od srpna 2019 do února 2020 radila na komerční bázi jako externí poradce hnutí Trikolóra Václava Klause mladšího, stala se garantem programu hnutí pro oblast rozvoj ekonomiky a podnikatelského prostředí.
V listopadu 2023 oznámila vstup do politické strany Svobodní a stala se její odbornou mluvčí pro oblast ekonomiky.
Ve volbách do Senátu PČR v roce 2024 neúspěšně kandidovala jako členka Svobodných v obvodu č. 20 – Praha 4. V prvním kole získala 14,04 % hlasů, a skončila tak na 4. místě.
V únoru 2025 byla Šichtařová zvolena členem Republikového výboru Svobodných. Ve volbách do Poslanecké sněmovny Parlamentu ČR v roce 2025 je z pozice členky Svobodných lídryní společné kandidátky SPD, Trikolory, Svobodných a PRO v Praze.

## Názory
Varuje před ekonomickým úpadkem zapříčiněným evropským kolektivismem či ideologií.
V roce 2021 v rozhovoru s Janou Bobošíkovou pro internetovou televizi XTV Penzijní fondy se vykrádají, státní dluhopisy se nevyplatí. Lídrem bude Čína mezi jiným prohlásila: „…já jsem nikdy nenašla žádnou studii, žádný důkaz, že v zemích kde byla přijata drakonická opatření, že by se virus šířil pomaleji a bylo tam méně mrtvých, ale máme mnoho důkazů, že tyhlety země ekonomicky jsou zlikvidovány“.  Ve zcela stejném rozhovoru přitom prohlásila: „…když se podíváte dnes na Čínu … tak tam už o koronaviru prakticky neslyšíme.“
Ve stejném rozhovoru se také postavila proti aktuálně schválenému „zálohovanému výživnému“ za neplatiče alimentů. V reakci na dotaz prohlásila: „...zaplatí to ti, kteří ekonomiku táhnou. Ti budou platit na cizí děti. Ti otcové, kteří platit nechtějí, prostě beztrestně odejdou a budou vědět, že jsou naprosto v pořádku.“ (Přitom zálohování výživného státem nikoho nezbavuje povinnosti ani nechrání před trestním stíháním, ale má umožnit snáze domoci se práv ekonomicky znevýhodněné skupině matek pečujících o děti.)
Poukazovala na problémy u připravované důchodové reformy (rok 2011) a jejích případných dopadů na obyvatele.

## Ocenění
- Cena čtenářů v anketě Magnesia Litera 2015 za knihu Lumpové a beránci[17][18]
- 4x anketa iDNES: Blogerka roku (2011[19], 2015[20], 2017[21], 2018[22])
- Krameriova cena (2019)[23]
- Cena sympatie (tj. za nejvyšší počet hlasů, celkem 1238) v anketě Žena roku pořádané magazínem Žena a život (2019).[24]

## Osobní život
Je vdaná za ekonoma Vladimíra Pikoru, má s ním sedm dětí. Jsou v rozvodovém řízení. V srpnu 2024 v rozhovoru na iDNES.cz popsala své zkušenosti s údajným dlouholetým domácím násilím, kterému měla být s dětmi vystavena. Vladimír Pikora toto tvrzení odmítl jako předvolební nehoráznou lež.
Markéta Šichtařová je propagátorkou domácích porodů, které jsou podle jejího názoru především významné pro psychiku dítěte; všechny její děti se narodily doma.

## Dílo[29]
- Všechno je jinak aneb Co nám neřekli o důchodech, euru a budoucnosti (2011) napsala spolu se svým manželem Vladimírem Pikorou.[30][31]
- Nahá pravda aneb Co nám neřekli o našich penězích a budoucnosti (2012); spoluautor V. Pikora.[32][33][34][35]
- Citlivá kuchyně aneb štíhle, zdravě, bez alergie, bezlepkově, bez mléka, bez chemie, i pro začátečníky, a úžasně chutně! (2013), kniha receptů
- Lumpové a beránci (2014), spoluautor Vladimír Pikora[36][37][38]
- Zlatý poklad (2015), spoluautor Vladimír Pikora, kniha pohádek[39][40][41]
- Jak to vidí Šichtařová aneb Co nám neřekli o důchodech, imigraci a naší budoucnosti (2016), spoluautor Vladimír Pikora[42]
- Robot na konci tunelu: Zpráva o podivném stavu světa a co s tím (2017), spoluautor Vladimír Pikora
- Ukradený syn: Skutečný příběh státní zvůle (2018)
- S androidkou v posteli (2019), spoluautor Vladimír Pikora
- Jak nepřijít o peníze aneb průvodce v dobách bouřlivých (2020)
- Do důchodu s plnou kapsou aneb poodhalená budoucnost (2021)
- Anatomie svobody aneb V životě máme na výběr (2022)
- Kronika doby covidové (2022)